# Quimbando
Quimbando ist ein Musikertrio aus der Stadt Cochabamba in Bolivien.
Die Mitglieder der Gruppe sind Marcelo Arias, Mauricio Canedo und Arpad Debreczeni. In ihren Liedern vermitteln sie sozialkritische Texte, die sich vor allem mit der bolivianischen Alltagsrealität befassen. Erschienen sind bisher drei Alben, darunter das aktuelle „Apaguen la luz“.
Das Wort „Quimba“ bezeichnet den zentralen Teil einer Cueca, des Nationaltanzes Boliviens. In diesem zentralen Teil erreicht der Komponist seinen maximalen artistischen und intellektuellen Ausdruck. „Quimbando“ heißt sinngemäß übersetzt „nachdenkend“.

## Diskografie
- 2003: Cantos y Desencantos
- 2005: El último refugio
- 2009: Apaguen la luz